# Nicolas-Antoine Coulon de Villiers
Nicolas-Antoine Coulon, chevalier de Villiers, est un officier français affecté en Nouvelle-France, né en 1683 à Mantes-la-Ville et mort en 1733 à Green Bay (aujourd’hui dans le Wisconsin).

## Biographie
Né en Île-de-France, il était le fils de Raoul-Guillaume Coulon, sieur de Villiers et de Louise de Lafosse (m.1677, Beaumont-sur-Oise). Nicolas-Antoine est arrivé à Québec en 1703. En 1705, il se maria avec Angelique Jarret de Verchères (fille de François Jarret de Verchères et de Marie Perrot et sœur de Madeleine) à Québec. Quelque temps avant 1718, Nicolas aurait peut-être épousé Mme de La Chesaigne. 
En 1715 il fut lieutenant dans l'armée française. De 1725 à 1730, Nicolas était l'officier commandant le fort Saint-Joseph. De ce fort, il conduit en août 1730, un régiment de Canadiens et d'Amérindiens contre le Fort Mesquakie ou vivent les Renards ou Fox, construit 60 lieues au sud du Lac Michigan, et se joignit aux forces des Canadiens du fort de Chartres et du fort Miami pour préparer l'extermination de cette tribu. En janvier 1731, les survivants de cette campagne se rendirent à Nicolas-Antoine au fort Saint-Joseph, et plus tard dans l'année, ils les accompagnèrent jusqu'à Montréal, où le Gouverneur Beauharnois les pardonna. (Les écrits de Montigny à Michilimackinac). De 1731 jusqu'à sa mort — il fut tué par un Sauk en 1733 — il commande et reconstruit le fort à La Baye au Wisconsin.
- Les enfants de Nicolas et d'Angelique: 
  - Marie-Madelaine (n.1707) (1er.m.à Francois Duplessis Regnard Lefebvre en 1728; 2èime.m.à Claude **Marin, sieur de la Perrière; 3èime.m.à Joseph d'Amours, sieur de Clignancourt en 1754). 
    - Nicolas-Antoine II (1708-1750) (m.Madeleine-Marie-Anne Tarieux en 1743 - fille de Pierre-**Thomas Tarieu et Madeleine Jarret de Verchères)
    - Louis (1710-1757) (m.Marie-Amable Prudhomme en 1753).
    - François (b.1712) (m.1er.à Elizabeth Groston de St.Ange de Bellerive, m.2èime.à Madelaine **Marin & m.3èime.à Geneviève Esnoul de Livaudais.
    - Joseph (b.1718) (m.Anne-Marguerite Soumande en 1754).
    - Pierre (bapt.1720)
    - Charles-François (bapt.1721)
    - Marie-Anne (1722-1789) (m.Philippe-Ignace Aubert de Gaspé en 1745 - fils de Pierre Aubert de **Gaspe et Madeleine-Angelique Legardeur)
    - Térese
    - Marguerite
    - Louise (bapt.1724) (m.Amable Prudhomme en 1753).
    - Madeleine-Angelique (bapt.1726)
    - Antoine (m.1er.à Marguerite-Marie-Anne Tarieu de la Perade en 1741 et m.2èime.à Madeleine en 1743)[3]